# Medaile 100. výročí narození krále Olafa V.
Medaile 100. výročí narození krále Olafa V. (norsky Kong Olav Vs 100-årsmedalje) je norská pamětní medaile založená v roce 2003 při příležitosti stého výročí narození krále Olafa V.

## Historie a pravidla udílení
Medaile byla založena při příležitosti oslav stého výročí narození norského krále Olafa V., které se konaly 2. července 2003. V hierarchii norských řádů se nachází na 37. místě.
Medaile byla udělena členům norské královské rodiny, královského dvora a lidem spojeným s oslavami králova výročí. Celkem bylo uděleno přibližně 300 medailí.

## Popis medaile
Medaile kulatého tvaru o průměru 28 mm je vyrobena ze stříbra. Na přední straně je portrét krále Olafa V. Král je zde zobrazen bez koruny. Podobizna je obklopena nápisem OLAV • V • NORGES • KONGE. Na zadní straně je královský monogram. Ke stuze je připojena pomocí přechodového prvku ve tvaru královské koruny. Autorem návrhu medaile je rytec Øivind Hansen.
Stuha je červená se stříbrnou stuhou s nápisem 1903–2003.